# Nordelph
Nordelph è un villaggio e parrocchia civile dell'Inghilterra, appartenente alla contea del Norfolk.

## Monumenti e luoghi d'interesse
- La chiesa parrocchiale anglicana della Santa Trinità (Holy Trinity)  fu costruita in mattoni in stile Gotico inglese nel 1865 come chapel of ease[1] per la chiesa parrocchiale di Upwell.[2] Il reverendo Edwin Emmanuel Bradford (1860–1944), poeta uraniano e scrittore, fu vicario di Nordelph dal 1909 al 1944.[3]